# Siler flavocinctus
Siler flavocinctus là một loài nhện trong họ Salticidae.
Loài này thuộc chi Siler. Siler flavocinctus được Eugène Simon miêu tả năm 1901.